# تشارلز فيرن (سياسي)
تشارلز فيرن هو سياسي أسترالي، ولد في 1 أكتوبر 1884، وتوفي في 18 أبريل 1918. نشط حزبياً في حزب العمال الأسترالي. وقد انتخب عضو الجمعية التشريعية لنيو ساوث ويلز ‏.